# Objaw Blumberga
Objaw Blumberga (w krajach rosyjskojęzycznych: objaw Szczotkina–Blumberga) – objaw stwierdzany w badaniu przedmiotowym u chorych z ostrym zapaleniem otrzewnej. 
Objaw ten charakteryzuje się brakiem lub słabo nasiloną bolesnością podczas delikatnego i powolnego wpuklania powłok brzusznych, z charakterystycznym wywołaniem ostrego, silnego bólu w momencie gwałtownego zwolnienia ucisku. Proponowany mechanizm patofizjologiczny objawu to rozklejanie się blaszek otrzewnej, bolesne w wyniku zapalenia, oraz nagła zmiana ciśnienia w jamie brzusznej.
Objaw opisał w 1907 roku Jacob Moritz Blumberg (1873–1955), niemiecki chirurg i ginekolog.